# 尚·筒井
尚·S·筒井（英語：Shan S. Tsutsui，1971年8月9日—）为美国民主党籍政治人物，于2012年至2018年间担任夏威夷州副州长。在此之前，筒井还曾于2002年至2012年间担任夏威夷州参议院议长。